# Palazzata di Luigi Borzì

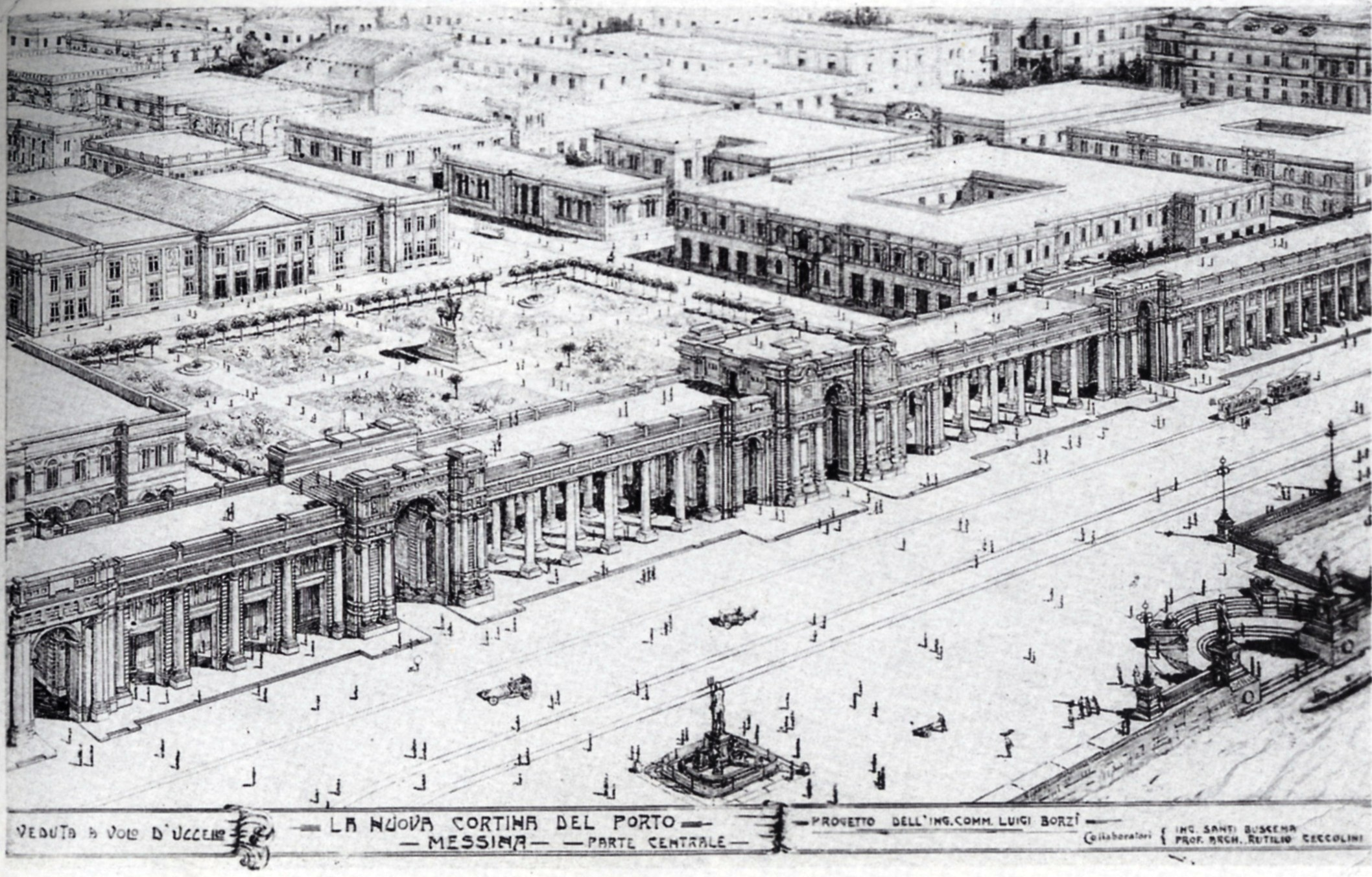
La Palazzata di Luigi Borzì-Santi Buscema-Rucilio Ceccolini.

La Palazzata di Luigi Borzì è un complesso edilizio di Messina progettato da Luigi Borzì, Santi Buscema e Rucilio Ceccolini nel 1909 per la ricostruzione della Palazzata di Giacomo Minutoli distrutta dal terremoto del 1908 che non venne mai realizzato.

## Profilo e storia dell'architettura
Il progetto Borzì-Buscema-Ceccolini era caratterizzato da un elegante colonnato con una passeggiata nella terrazza della "nuova cortina del porto", e prevedeva degli edifici che secondo un impianto di ispirazione secentesca si sviluppavano su un unico ordine con un'altezza di 10-11 metri, una terrazza di coronamento praticabile ed un porticato lungo la facciata del porto. L'altezza saliva a 14,50 metri e 15 metri in corrispondenza delle porte principali.
Di fronte al Palazzo Comunale era prevista La Loggia dei Commercianti, una ricostruzione dell'antica Loggia de' Negozianti e della porta della Loggia. La Loggia era prevista come un ampio locale di uso pubblico destinato a favorire le attività economiche della città e del porto.

## Galleria d'immagini

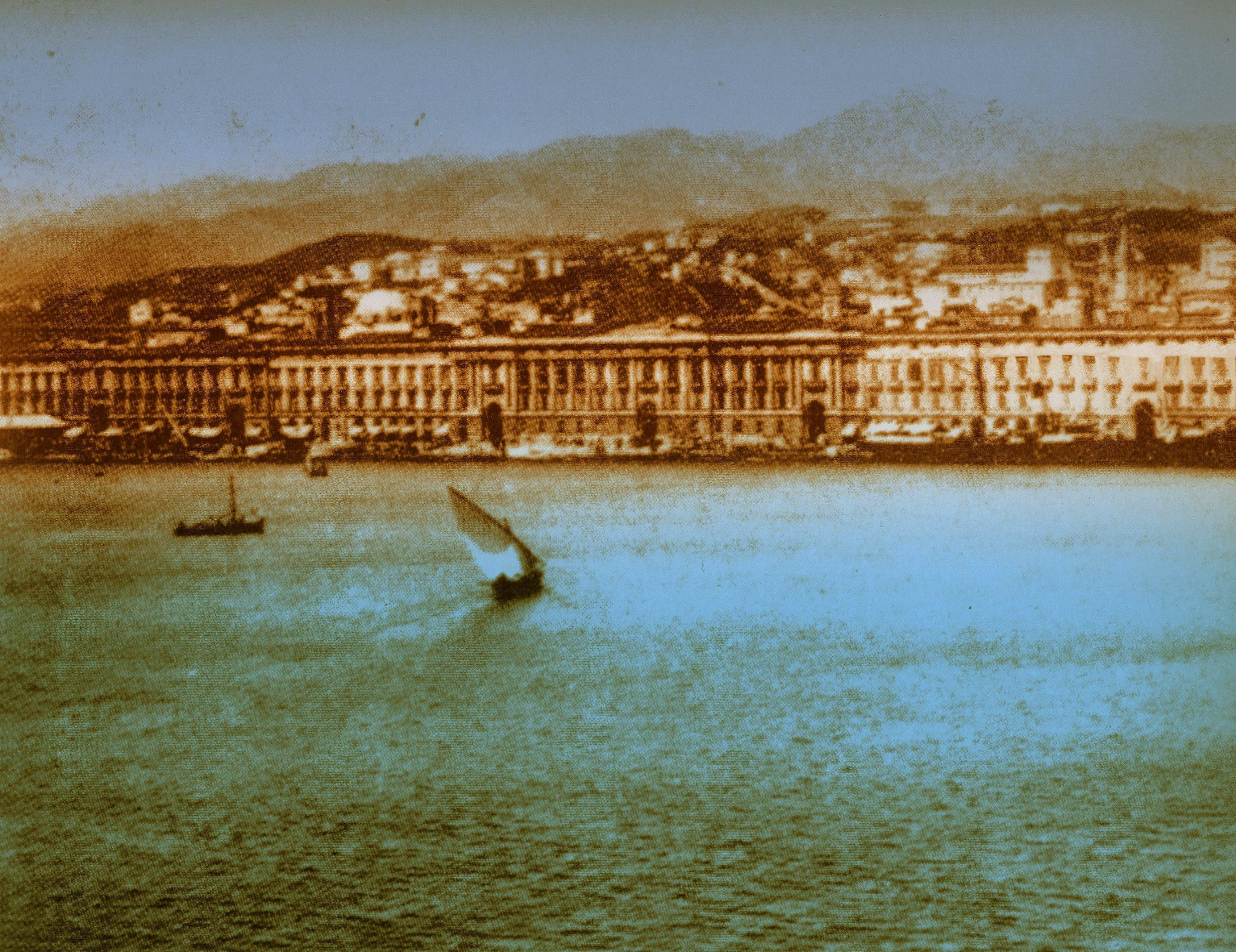
Palazzata di Giacomo Minutoli prima del terremoto del 1908
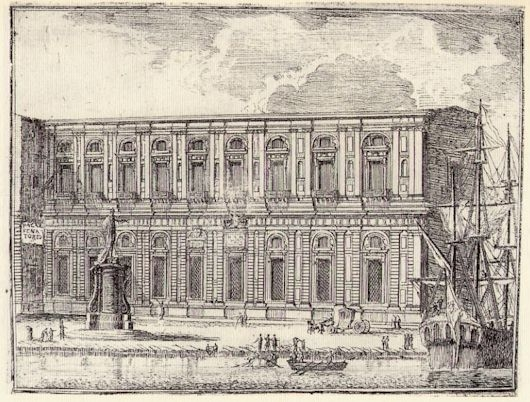
Loggia de' Negozianti (Giacomo Del Duca)
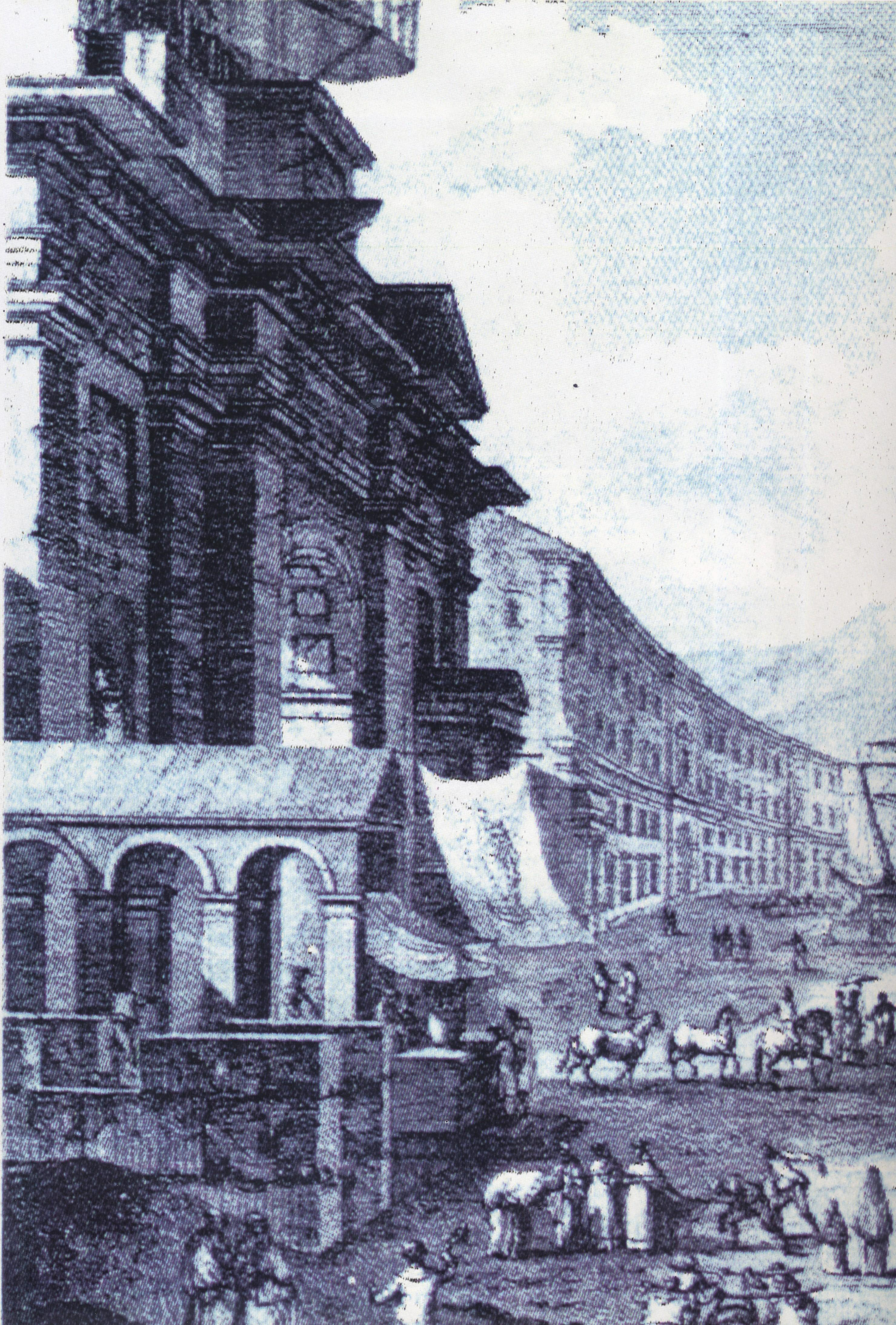
Porta della Loggia (Giacomo Del Duca)
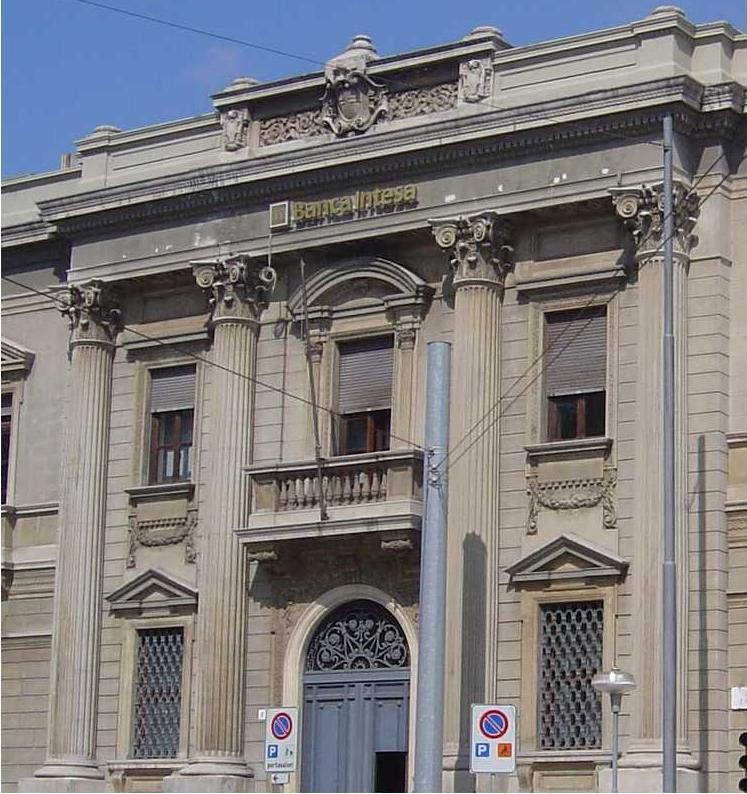
Palazzo della Banca Commerciale Italiana, a Messina